# كازوكي كوشيبيشي
كازوكي كوشيبيشي (باليابانية: 櫛引 一紀) (12 فبراير 1993 في نوبوريبيتسو في اليابان – )؛ هو لاعب كرة قدم ياباني سابق كان يلعب كمدافع.

## وصلات خارجية
- كازوكي كوشيبيشي على موقع رابطة كرة القدم اليابانية للمحترفين (اليابانية)
- كازوكي كوشيبيشي على موقع قاعدة بيانات كرة القدم.إي يو (الإنجليزية)
- كازوكي كوشيبيشي على موقع Soccerway.com (الإنجليزية)
- كازوكي كوشيبيشي على موقع عالم كرة القدم.نت (الإنجليزية)
- كازوكي كوشيبيشي على موقع كووورة